# Bisbat de Bom Jesus da Lapa
El bisbat de Bom Jesus da Lapa (portuguès: Diocese de Bom Jesus da Lapa; llatí:  Dioecesis Spelaeopolitana a Bono Iesu) era una seu de l'Església catòlica al Brasil, que pertanyia a la regió eclesiàstica Nordest 3, sufragània de l'arquebisbat de Vitória da Conquista. Al 2020 tenia 332.150 batejats d'un total de 416.200 habitants. Esta dirigida pel bisbe João Santos Cardoso.

## Territori
La diòcesi compren 15 municipis de la part sud-occidental de l'estat Brasilr de Bahia: Bom Jesus da Lapa, Canápolis, Carinhanha, Cocos, Coribe, Correntina, Feira da Mata, Jaborandi, Paratinga, Santa Maria da Vitória, Santana, São Félix do Coribe, Serra do Ramalho, Serra Dourada i Sítio do Mato.
La seu episcopal era la ciutat de Bom Jesus da Lapa, on es troba la pro-catedral del Bon Jesús. El 2004 s'iniciaren les tasques de construcció de la catedral.
El territori s'estén sobre 56.300 km² i està dividit en 18 parròquies.

## Història
La diòcesi va ser erigida el 22 de juliol de 1962 en virtut de la butlla Christi Ecclesia del papa Joan XXIII, prenent el territori de les diòcesis de Barra i de Caetité.
Originàriament sufragània de l'arquebisbat de San Salvador di Bahia, el 16 de gener de 2002 passà a formar part de la província eclesiàstica de l'arquebisbat de Vitória da Conquista.

## Cronologia episcopal
- José Nicomedes Grossi † (28 d'agost de 1962 - 15 de març de 1990 jubilat)
- Francisco Batistela, C.SS.R. † (18 d'abril de 1990 - 28 de gener de 2009 jubilat)
- José Valmor César Teixeira, S.D.B. (28 de gener de 2009 - 20 de març de 2014 nomenat bisbe de São José dos Campos)
- João Santos Cardoso, des del 24 de juny de 2015

## Estadístiques
A finals del 2018, la diòcesi tenia 332.150 batejats sobre una població de 416.200 persones, equivalent al 79,8% del total.
| any  | població | població | població | sacerdots | sacerdots       | sacerdots       | sacerdots             | diàques | religiosos | religiosos | parroquies |
| ---- | -------- | -------- | -------- | --------- | --------------- | --------------- | --------------------- | ------- | ---------- | ---------- | ---------- |
| any  | batejats | total    | %        | total     | clergat secular | clergat regular | batejats por sacerdot | diàques | homes      | dones      |            |
| 1964 | 149.000  | 151.000  | 98,7     | 8         | 4               | 4               | 18.625                |         | 4          | 7          | 6          |
| 1966 | 162.000  | 164.812  | 98,3     | 10        | 6               | 4               | 16.200                |         | 6          | 6          | 6          |
| 1976 | 214.000  | 216.400  | 98,9     | 17        | 9               | 8               | 12.588                |         | 8          | 29         | 6          |
| 1980 | 549.000  | 555.000  | 98,9     | 19        | 11              | 8               | 28.894                |         | 8          | 33         | 10         |
| 1990 | 294.000  | 296.543  | 99,1     | 20        | 6               | 14              | 14.700                | 2       | 17         | 38         | 12         |
| 1999 | 305.000  | 338.000  | 90,2     | 19        | 6               | 13              | 16.052                |         | 15         | 30         | 14         |
| 2000 | 315.000  | 350.000  | 90,0     | 19        | 9               | 10              | 16.578                |         | 12         | 30         | 14         |
| 2001 | 315.000  | 350.000  | 90,0     | 21        | 7               | 14              | 15.000                |         | 16         | 42         | 14         |
| 2002 | 295.000  | 328.134  | 89,9     | 18        | 10              | 8               | 16.388                |         | 10         | 42         | 14         |
| 2003 | 270.000  | 330.000  | 81,8     | 18        | 10              | 8               | 15.000                |         | 10         | 41         | 14         |
| 2004 | 280.000  | 350.000  | 80,0     | 24        | 9               | 15              | 11.666                |         | 18         | 42         | 14         |
| 2006 | 287.000  | 360.000  | 79,7     | 27        | 14              | 13              | 10.629                |         | 17         | 42         | 14         |
| 2012 | 316.000  | 397.000  | 79,6     | 34        | 17              | 17              | 9.294                 |         | 18         | 38         | 15         |
| 2015 | 324.000  | 406.000  | 79,8     | 30        | 14              | 16              | 10.800                |         | 17         | 33         | 15         |
| 2018 | 332.150  | 416.200  | 79,8     | 32        | 14              | 18              | 10.379                |         | 19         | 26         | 18         |